# Troglohyphantes pedemontanus
Troglohyphantes pedemontanus este o specie de păianjeni din genul Troglohyphantes, familia Linyphiidae. A fost descrisă pentru prima dată de Gozo, 1908.
Este endemică în Italia. Conform Catalogue of Life specia Troglohyphantes pedemontanus nu are subspecii cunoscute.